# Ivan Jurković
Ivan Jurković (Pula, 27. travnja 1961.), hrvatski je povjesničar, redoviti profesor u trajnom zvanju Filozofskog fakulteta Sveučilišta u Puli.

## Životopis
Ivan Jurković rođen je u Puli 1961. godine. Studirao je od 1979. do 1985. godine na Fakultetu strojarstva i brodogradnje u Zagrebu. Od 1980. do 1983. godine student je na Teološkom katoličkom fakultetu u Zagrebu. U razdoblju od 1987. do 1992. godine student je na Odsjeku za povijest Filozofskog fakulteta. Godine 1995. magistrirao je na Odsjeku za srednjovjekovne studije (Department of Medieval Studies), Srednjoeuropskog sveučilišta (Central European University), u Budimpešti. Disertacijom na temu The Fate of the Croatian Noble Families in the Face of Ottoman Advance (Sudbina hrvatskih plemićkih obitelji za vrijeme osmanske ugroze) doktorirao je 2004. godine.
Trenutačno predaje srednjovjekovnu povijest na odsjeku za povijest Sveučilišta Jurja Dobrile u Puli, i to kolegije: Uvod u hrvatski srednji vijek, Hrvatsko rodovsko plemstvo i Raseljenička kriza za Osmanske ugroze. 
Autor je više od stotinu znanstvenih radova te mnogobrojnih povijesno-kartografskih prikaza. Profilirao se kao stručnjak za problematiku sudbine hrvatskog rodovskog plemstva (primjerice, Frankapana) u doba osmanskih navala na Hrvatsku i Ugarsku. Osim plemstva, kao i sudbina izbjeglica i prognanika iz hrvatskih zemalja, posebno se bavio i narativnim srednjovjekovnim izvorima te lokalnim istarskim srednjovjekovnim i ranonovovjekovnim temama.

## Monografije
- Što se dogodilo s Folksdojčerima?: sudbina Nijemaca u bivšoj Jugoslaviji, Njemačka narodnosna zajednica-Volksdeutsche Gemeimschaft, Zagreb, 1993. (suautor Vladimir Geiger)[2]
- Pisma iz Krndije, Njemačka narodnosna zajednica, Zagreb, 1994. (suautor Vladimir Geiger)[3]
- Medieval Narrative Sources. A Chronological Guide, Budimpešta: Charles Schlacks, Jr. for the Department of Medieval Studies CEU, 1999. (suautori János M. Bak i Ryszard Grzesik)
- Rodoslov plemića i baruna Kaštelanovića od Svetog duha: (od 14. do 17. stoljeća), Hrvatski institut za povijest, Podružnica za povijest Slavonije, Srijema i Baranje, Slavonski Brod, 2009. (suautor Pavao Maček, ml.)
- Bernardin Frankapan Modruški: Govor za Hrvatsku = Bernardin Frankapan Modruški: Oratio pro Croatia: (1522.), Katedra Čakavskog sabora Modruše, Modruš, 2010. (studiju, prijepis i prijevod priredili Ivan Jurković i Violeta Moretti; zemljovidi i ostali prilozi Ivan Jurković)
- Chronicon. Medieval Narrative Sources. A chronological guide with introductory essays, Brepols, Turnhout, 2013. (suautor János M. Bak)
- Bernardin Frankapan Modruški, Oratio pro Croatia / Govor za Hrvatsku – 500. obljetnica, Školska knjiga – Sveučilište Jurja Dobrile u Puli – Katedra Čakavskoga sabora Modruše, Zagreb, 2022. (studiju, prijepis i prijevod priredili Ivan Jurković i Violeta Moretti; zemljovidi i ostali prilozi Ivan Jurković)[4]

## Vanjske poveznice
1. ↑  N. Budak - T. Raukar, Hrvatska povijest srednjeg vijeka, Školska knjiga, Zagreb, 2006., str. 19.
2. ↑  Hrvatska znanstvena bibliografija: Pregled bibliografske jedinice broj: 286473, pristupljeno 1. ožujka 2015.
3. ↑  Hrvatska znanstvena bibliografija: Pregled bibliografske jedinice broj: 286474, pristupljeno 1. ožujka 2015.
4. ↑  Oratio pro Croatia – Govor za Hrvatsku – 500. obljetnica. shop.skolskaknjiga.hr. Pristupljeno 15. veljače 2023.